# 第31回全日本女子サッカー選手権大会
第31回全日本女子サッカー選手権大会（だい31かいぜんにほんじょしさっかーせんしゅけんたいかい）は、2009年（平成21年）12月6日から2010年（平成22年）1月1日にかけて行われた全日本女子サッカー選手権大会。日本女子サッカーリーグ（なでしこリーグ）の16チームを含む32チームが参加した。
準々決勝では、なでしこリーグ上位4チームの浦和レッドダイヤモンズ・レディース、日テレ・ベレーザ、東京電力女子サッカー部マリーゼ、INAC神戸レオネッサが順当に勝利。
準決勝ではplenusなでしこリーグ2009で優勝したレッズ・レディースがレオネッサと対戦し3-2で勝利。またベレーザは、なでしこリーグで1勝もできなかったマリーゼに前半11分に先制されるも、後半に相手のミスなどにより2点を挙げて逆転し、16度目の決勝進出を決めた。
決勝戦ではレッズ・レディースが多くのサポーターの声援を受けて前回の覇者・ベレーザに挑み、前半をスコアレスで終えたが、後半の立ち上がりに失点すると、その後にも追加点を決められて敗戦。ベレーザは10度目となる優勝を果たした。

## 概要
- 名称：第31回全日本女子サッカー選手権大会
- 主催：財団法人日本サッカー協会
- 主管：社団法人宮城県サッカー協会、財団法人福島県サッカー協会、財団法人東京都サッカー協会、財団法人静岡県サッカー協会、社団法人三重県サッカー協会、社団法人京都府サッカー協会、社団法人島根県サッカー協会、財団法人岡山県サッカー協会、財団法人広島県サッカー協会、社団法人福岡県サッカー協会、社団法人鹿児島県サッカー協会
- 後援：朝日新聞社、日刊スポーツ新聞社
- 協賛：アディダスジャパン株式会社、株式会社プレナス、株式会社ミカサ
- 協力：西鉄旅行株式会社

## 成績
- 優勝：日テレ・ベレーザ
- 準優勝：浦和レッドダイヤモンズ・レディース
- 第3位：東京電力女子サッカー部マリーゼ、INAC神戸レオネッサ

## 出場チーム

### 日本女子サッカーリーグ
(plenusなでしこリーグ2009成績順)
ディビジョン1
- 浦和レッドダイヤモンズ・レディース
- 日テレ・ベレーザ
- 東京電力女子サッカー部マリーゼ
- INAC神戸レオネッサ (←INACレオネッサ)
- ジェフユナイテッド市原・千葉レディース
- 岡山湯郷Belle
- アルビレックス新潟レディース
- スペランツァF.C.高槻

ディビジョン2
- ASエルフェン狭山FC
- 伊賀フットボールクラブくノ一
- 福岡J・アンクラス
- 清水第八プレアデス
- 大原学園JaSRA女子サッカークラブ
- バニーズ京都SC (←バニーズ京都サッカークラブ)
- ジュ ブリーレ 鹿児島 (←鹿児島鴨池フットボールクラブアサヒナ)
- ルネサンス熊本フットボールクラブ

### 北海道地域
- ASC adooma (札幌市)

### 東北地域
- 常盤木学園高等学校 (宮城県)
- JFAアカデミー福島 (福島県)

### 関東地域
- 日テレ・メニーナ (東京都)
- 早稲田大学ア式蹴球部 (東京都)
- 神奈川大学女子サッカー部 (神奈川県)

### 北信越地域
- 福井工業大学附属福井高等学校 (福井県)

### 東海地域
- 藤枝順心高等学校 (静岡県)
- 常葉学園橘高等学校 (静岡県)

### 関西地域
- 日ノ本学園高等学校 (兵庫県)
- 大阪桐蔭高等学校女子サッカー部 (大阪府)

### 中国地域
- 吉備国際大学女子サッカー部 (岡山県)
- 岡山県作陽高等学校 (岡山県)

### 四国地域
- 愛媛女子短期大学 (愛媛県)

### 九州地域
- 神村学園高等部 (鹿児島県)
- 大分トリニータレディース (大分県)

## 開催方式

### 試合規定
- 試合時間
  - 1～3回戦：80分 (40分ハーフ)
  - 準々決勝以降：90分 (45分ハーフ)
- 規定時間内に決しない場合
  - 1回戦～準決勝：20分（10分ハーフ）の延長戦→決しない場合はPK戦
  - 決勝戦：延長戦なしでPK戦
- 登録選手
  - 参加申込選手：30名 (うち外国籍選手は5名まで)
  - ベンチ入り：16名 (うち外国籍選手は3名まで)
  - 交代出場：3名
- 入場料 
  - 1回戦～3回戦：無料
  - 準々決勝、準決勝、決勝：有料

### 試合会場
1回戦
- アウトソーシングスタジアム日本平 (静岡県)
- 三重県営鈴鹿スポーツガーデン サッカー・ラグビー場メイングラウンド (三重県)
- 島根県立サッカー場 (島根県)
- 鹿児島県立鴨池陸上競技場 (鹿児島県)

2回戦
- ユアテックスタジアム仙台 (宮城県)
- 京都市西京極総合運動公園陸上競技場兼球技場 (京都府)
- 島根県立サッカー場 (島根県)
- レベルファイブスタジアム (福岡県)

3回戦
- 宮城スタジアム (宮城県)
- Jヴィレッジスタジアム (福島県)
- 岡山県美作ラグビー・サッカー場 (岡山県)
- コカ・コーラウエスト広島スタジアム (広島県)

準々決勝
- Jヴィレッジスタジアム (福島県)
- コカ・コーラウエスト広島スタジアム (広島県)

準決勝
- 国立西が丘サッカー場 (東京都)

決勝
- 国立霞ヶ丘競技場陸上競技場 (東京都)

## 結果

### 1回戦
| 2009年12月6日 11:00 |

| 日ノ本学園高等学校                   | 3 - 7 | 早稲田大学                                                                |
| 大野なつみ 8分 · 瀬口七海 45分, 69分 |       | 小山季絵 15分, 50分, 64分 · 34分 (OG) · 原一歩 63分 · 大滝麻未 69分, 74分 |

| アウトソーシングスタジアム日本平 観客数: 178人 |

| 2009年12月6日 13:30 |

| ジュブリーレ鹿児島 | 1 - 4 | 常盤木学園高等学校                                 |
| 梛木綾乃 79分      |       | 斉藤あかね 5分 · 京川舞 42分, 56分 · 権野貴子 76分 |

| 鹿児島県立鴨池陸上競技場 観客数: 200人 |

| 2009年12月6日 11:00 |

| ASエルフェン狭山FC | 11 - 0 | 大分トリニータレディース |
| 安奈希沙 2分, 6分 · 齋藤有里 5分, 28分, 29分 · 笠嶋由恵 19分 · 薊理絵 26分 · 櫻田有幾子 42分, 74分 · 高橋優子 59分 · 増田明子 63分 |        |                          |

| 島根県立サッカー場 観客数: 220人 |

| 2009年12月6日 11:00 |

| バニーズ京都SC | 1 - 6 | 神奈川大学                                                                            |
| 藤野愛子 17分  |       | 永田真耶 19分 · 笹野茜 21分 · 金子かおり 58分 · 長田いづみ 65分, 70分 · 永田真耶 72分 |

| 三重県営鈴鹿スポーツガーデン 観客数: 311人 |

| 2009年12月6日 13:30 |

| 清水第八プレアデス                                       | 5 - 0 | ASC adooma |
| 丸本和美 4分, 49分, 60分 · 高塚千晴 22分 · 濵中沙希 42分 |       |            |

| アウトソーシングスタジアム日本平 観客数: 203人 |

| 2009年12月6日 13:30 |

| 伊賀フットボールクラブくノ一  | 2 - 0 | 大阪桐蔭高等学校 |
| 大歯裕子 14分 · 村岡夏希 49分 |       |                  |

| 三重県営鈴鹿スポーツガーデン 観客数: 356人 |

| 2009年12月6日 11:00 |

| JFAアカデミー福島                                                               | 7 - 1 | ルネサンス熊本フットボールクラブ |
| 山名真妃 12分 · 石原愛海 28分, 58分, 76分 · 田口ひかり 35分 · 浜田遥 55分, 68分 |       | 木村絵梨 62分                    |

| 鹿児島県立鴨池陸上競技場 観客数: 100人 |

| 2009年12月6日 13:30 |

| 愛媛女子短期大学 | 0 - 3 | 福岡J・アンクラス                   |
|                  |       | 藤本優希 13分, 27分 · 葛間理代 67分 |

| 島根県立サッカー場 観客数: 200人 |

### 2回戦
| 2009年12月13日 11:00 |

| 大原学園JaSRA女子サッカークラブ | 1 - 1 (延長) | 早稲田大学  |
| 髙木奈央 38分                   |              | 原一歩 28分 |
|                                 | PK戦         |             |
|                                 | 4 - 3        |             |

| ユアテックスタジアム仙台 観客数: 147人 |

| 2009年12月13日 13:30 |

| 常盤木学園高等学校                           | 3 - 1 | 藤枝順心高等学校 |
| 斉藤あかね 8分 · 工藤麻未 10分 · 京川舞 18分 |       | 左山桃子 79分    |

| ユアテックスタジアム仙台 観客数: 308人 |

| 2009年12月13日 11:00 |

| 日テレ・メニーナ | 0 - 1 | ASエルフェン狭山FC |
|                  |       | 薊理絵 49分        |

| 京都市西京極総合運動公園陸上競技場兼球技場 観客数: 205人 |

| 2009年12月13日 13:30 |

| 神奈川大学                      | 2 - 0 | 常葉学園橘高等学校 |
| 金子かおり 39分 · 永田真耶 55分 |       |                    |

| 京都市西京極総合運動公園陸上競技場兼球技場 観客数: 239人 |

| 2009年12月13日 11:00 |

| 岡山県作陽高等学校                  | 3 - 1 | 清水第八プレアデス |
| 北川佳奈 48分, 67分 · 茂本志穂 60分 |       | 濵中沙希 14分      |

| 島根県立サッカー場 観客数: 298人 |

| 2009年12月13日 13:30 |

| 伊賀フットボールクラブくノ一 | 1 - 0 | 吉備国際大学 |
| 山口絢子 64分                |       |              |

| 島根県立サッカー場 観客数: 283人 |

| 2009年12月13日 11:00 |

| 神村学園高等部  | 1 - 5 | JFAアカデミー福島                                                  |
| 山城見友希 64分 |       | 山名真妃 8分 · 浜田遥 17分, 57分 · 栗原ひかる 62分 · 石原愛海 79分 |

| レベルファイブスタジアム 観客数: 213人 |

| 2009年12月13日 13:30 |

| 福岡J・アンクラス | 1 - 0 | 福井工大福井高等学校 |
| 花田亜衣子 58分   |       |                      |

| レベルファイブスタジアム 観客数: 331人 |

### 3回戦
| 2009年12月20日 11:00 |

| 浦和レッドダイヤモンズ・レディース                 | 4 - 0 | 大原学園JaSRA女子サッカークラブ |
| 北本綾子 1分, 73分 · 堂園彩乃 22分 · 松田典子 79分 |       |                                 |

| 宮城スタジアム 観客数: 490人 |

| 2009年12月20日 13:30 |

| 常盤木学園高等学校 | 0 - 2 | ジェフユナイテッド市原・千葉 レディース |
|                    |       | 深澤里沙 75分 · 清水由香 77分           |

| 宮城スタジアム 観客数: 431人 |

| 2009年12月20日 11:00 |

| スペランツァF.C.高槻 | 1 - 3 | ASエルフェン狭山FC                 |
| 島村裕子 12分        |       | 齋藤有里 7分, 71分 · 安奈希沙 54分 |

| コカ・コーラウエスト広島スタジアム 観客数: 165人 |

| 2009年12月20日 13:30 |

| 神奈川大学 | 0 - 2 | INAC神戸レオネッサ            |
|            |       | 米津美和 26分 · 高瀬愛実 45分 |

| コカ・コーラウエスト広島スタジアム 観客数: 189人 |

| 2009年12月20日 13:30 |

| 東京電力女子サッカー部マリーゼ                                                                                         | 8 - 0 | 岡山県作陽高等学校 |
| 本間真喜子 2分 · 上辻佑実 4分, 34分 · 安本紗和子 5分 · 五十嵐章恵 32分 · 鮫島彩 37分 · 松野みどり 50分 · 森田牧子 79分 |       |                    |

| Jヴィレッジ 観客数: 705人 |

| 2009年12月20日 11:00 |

| 伊賀フットボールクラブくノ一 | 0 - 2 | アルビレックス新潟レディース    |
|                              |       | 大石沙弥香 12分 · 川村優理 39分 |

| Jヴィレッジ 観客数: 166人 |

| 2009年12月20日 13:30 |

| 岡山湯郷Belle                                       | 4 - 0 | JFAアカデミー福島 |
| 松田望 18分, 64分 · 宮間あや 23分 · 中野真奈美 46分 |       |                   |

| 岡山県美作ラグビー・サッカー場 観客数: 637人 |

| 2009年12月20日 11:00 |

| 福岡J・アンクラス | 0 - 5 | 日テレ・ベレーザ                                           |
|                   |       | 須藤安紀子 7分 · 永里優季 20分, 49分 · 岩渕真奈 51分, 72分 |

| 岡山県美作ラグビー・サッカー場 観客数: 420人 |

### 準々決勝
| 2009年12月23日 11:00 |

| 浦和レッドダイヤモンズ・レディース | 2 - 0 | ジェフユナイテッド市原・千葉 レディース |
| 柳田美幸 20分 · 熊谷紗希 77分      |       |                                         |

| Jヴィレッジ 観客数: 408人 |

| 2009年12月23日 11:00 |

| ASエルフェン狭山FC | 0 - 2 | INAC神戸レオネッサ              |
|                    |       | 田中明日菜 27分 · 鈴木智子 81分 |

| コカ・コーラウエスト広島スタジアム 観客数: 336人 |

| 2009年12月23日 14:00 |

| 東京電力女子サッカー部マリーゼ | 1 - 0 | アルビレックス新潟レディース |
| 中村真実 40分                  |       |                              |

| Jヴィレッジ 観客数: 840人 |

| 2009年12月23日 14:00 |

| 岡山湯郷Belle | 1 - 5 | 日テレ・ベレーザ                                       |
| 宮間あや 66分 |       | 大野忍 7分, 63分 · 永里優季 44分, 74分 · 岩渕真奈 82分 |

| コカ・コーラウエスト広島スタジアム 観客数: 453人 |

### 準決勝
| 2009年12月28日 11:00 |

| 浦和レッドダイヤモンズ・レディース      | 3 - 2 | INAC神戸レオネッサ              |
| 12分 (OG) · 高橋彩子 20分 · 安藤梢 38分 |       | 那須麻衣子 25分 · 中島依美 88分 |

| 国立西が丘サッカー場 観客数: 1,389人 |

| 2009年12月28日 14:00 |

| 東京電力女子サッカー部マリーゼ | 1 - 2 | 日テレ・ベレーザ            |
| 五十嵐章恵 11分                |       | 永里優季 53分 · 大野忍 61分 |

| 国立西が丘サッカー場 観客数: 1,831人 |

### 決勝
| 2010年1月1日 10:30 |

| 浦和レッドダイヤモンズ・レディース | 0 - 2 | 日テレ・ベレーザ          |
|                                    |       | 大野忍 49分 · 澤穂希 77分 |

| 国立霞ヶ丘陸上競技場 観客数: 12,648人 |